# Rhamphomyia spectabilis
Rhamphomyia spectabilis är en tvåvingeart som beskrevs av Frey 1922. Rhamphomyia spectabilis ingår i släktet Rhamphomyia och familjen dansflugor. Inga underarter finns listade i Catalogue of Life.